# Estádio Mario Camposeco
O Estádio Mario Camposeco é um estádio em Quetzaltenango, Guatemala. Tem capacidade para 11.226 torcedores e é a casa oficial do clube Xelajú Mario Camposeco que atualmente joga na Liga Nacional da Guatemala. O nome do estádio é em homenagem a um dos maiores jogadores do clube, Mario Camposeco.